# Aylesford Lake
Aylesford Lake är en sjö i Kanada.   Den ligger i countyt Kings County och provinsen Nova Scotia, i den sydöstra delen av landet, 900 km öster om huvudstaden Ottawa. Aylesford Lake ligger 204 meter över havet. Arean är 190 kvadratkilometer.
I omgivningarna runt Aylesford Lake växer i huvudsak blandskog. Runt Aylesford Lake är det glesbefolkat, med 18 invånare per kvadratkilometer.